# Élections aux parlements des communautés autonomes d'Espagne de 2003
Le 25 mai 2003 ont eu lieu en Espagne des élections dans les communautés autonomes (en espagnol elecciones autonómicas) dans treize parlements de communautés autonomes sur les dix-sept que compte l'Espagne.

## Résultats
| Communauté autonome    | Président sortant | Président sortant            | Majorité sortante | Nouveau président | Nouveau président                    | Nouvelle majorité                    |
| ---------------------- | ----------------- | ---------------------------- | ----------------- | ----------------- | ------------------------------------ | ------------------------------------ |
| Aragon                 |                   | Marcelino Iglesias           | PSOE-PAR          |                   | Marcelino Iglesias                   | PSOE-PAR                             |
| Asturies               |                   | Vicente Álvarez Areces       | PSOE              |                   | Vicente Álvarez Areces               | PSOE-IU                              |
| Îles Baléares          |                   | Francesc Antich              | PSOE-PSM-UM-IU    |                   | Jaume Matas                          | PP-UM-AIPF                           |
| Îles Canaries          |                   | Román Rodríguez Rodríguez    | CC                |                   | Adán Martín                          | CC-PP                                |
| Cantabrie              |                   | José Joaquín Martínez Sieso  | PP-PRC            |                   | Miguel Ángel Revilla                 | PRC-PSOE                             |
| Castille-et-León       |                   | Juan Vicente Herrera         | PP                |                   | Juan Vicente Herrera                 | PP                                   |
| Castille-La Manche     |                   | José Bono                    | PSOE              |                   | José Bono                            | PSOE                                 |
| Estrémadure            |                   | Juan Carlos Rodríguez Ibarra | PSOE              |                   | Juan Carlos Rodríguez Ibarra         | PSOE                                 |
| La Rioja               |                   | Pedro Sanz                   | PP                |                   | Pedro Sanz                           | PP                                   |
| Communauté de Madrid   |                   | Alberto Ruiz-Gallardón       | PP                |                   | Élections anticipées en octobre 2003 | Élections anticipées en octobre 2003 |
| Région de Murcie       |                   | Ramón Luis Valcárcel         | PP                |                   | Ramón Luis Valcárcel                 | PP                                   |
| Navarre                |                   | Miguel Sanz                  | UPN               |                   | Miguel Sanz                          | UPN-CDN                              |
| Communauté valencienne |                   | José Luis Olivas             | PP                |                   | Francisco Camps                      | PP                                   |
| Ceuta                  |                   | Juan Jesús Vivas             | PP                |                   | Juan Jesús Vivas                     | PP                                   |
| Melilla                |                   | Juan José Imbroda            | PP                |                   | Juan José Imbroda                    | PP                                   |